# Converse All-Star
Converse All-Stars er verdenskendte og meget populære sko lavet af kanvas og med gummisåler. Produceret fra år 1917.
De er lavet til at spille basketball i, men blev først rigtig populære da basketballspilleren Chuck Taylor begyndte at bruge dem som sine foretrukne sko. Chuck Taylor gjorde skoen berømt og skoen fik trykt hans signatur på siden.
Converse All-Stars-skoene fås i et utal af forskellige farver, mønstre og illustrationer.